# Roger Codger
Roger Codger (рус. Старик — Роджер) — пятая серия первого сезона мультсериала Американский папаша. Премьера серии была 5 июня 2005 года.

## Сюжет
Стэн оскорблён на работе, когда новый агент, Дупер, его операционное моделирование принимает свои более престижные назначения. Чтобы получить повышение от Баллока, Стэн приглашает его к себе на ужин. Во время ужина, Роджер крадётся внизу, чтобы получить немного шардоне, где Стэн ловит Роджера и пытается спрятать в ванной. К сожалению, Роджер плещется зелёной жидкостью из своих подмышек, испачкав всю ванную, заставляя Баллока взломать дверь, после чего все подхалимства Стэна оказались ненужными.
Стэн говорит Роджеру, что семье было бы проще, если бы Роджера не было. В ответе Роджер напрягается и засыпает. На следующий день Стэн просто бросает тело Роджера в мусорный контейнер закусочной быстрого обслуживания, он просит Стива, чтобы тот помог избавиться от доказательств существования Родждера. Потрясённый, Стив называет своего отца монстром. Обиженным словами своего сына, Стэн идёт к психиатру ЦРУ, спрашивая, является ли он действительно монстром. Стэн помнит, как он встретился с Роджером в первый раз: пришелец спас ему жизнь в «зоне 51» четыре года назад, таким образом, в благодарность, Стэн привёл его домой. Когда Стэн говорит, что смерть «собаки» заставляет его грустить, психиатр и друзья Стэна, дразнят его, называя его «баба».
Тем временем Роджер просыпается закапанным в мусоре, он находит пальто старой леди, и маскируется как пенсионерка. Тогда он встречает Джерти, старую женщину, которая сочувствует ему. Они посещают Белый дом вместе, где Роджер «пьёт» в Овальном кабинете, теряет часть своей маскировки и был сфотографирован. Это вызывает проблемы для Стэна, в то время как Баллок обещает серьёзное наказание. Когда Роджер вызывает Стэна по телефону, то называет Стэна саквояжником и угрожает сдаст семью ЦРУ, Стэн решает, что у него нет никакого выбора, кроме как убить Роджера.
Роджер зовёт Смитов на помощь, но когда они определяют его местонахождение, Стэн пытается убить его, но начинает плакать. Стэн отрицает, что имеет чувства к Роджеру, но Фрэнсин говорит, что наличие чувств только делает его человеком. Стэн тогда получает идею раздеть Джерти и отдать её ЦРУ под видом пришельца.